# Valbukten
Valbukten var en isbukt på kanten av Ross shelfis i Västantarktis. Den naturliga hamnen fungerade som startpunkten för Roald Amundsens expedition till Sydpolen 1911. Valbukten var då den sydligaste punkten av öppet hav, inte bara i Rosshavet, utan i världen. Alla marina områden längre söderut täcktes av Ross shelfis. Valbukten försvann när det stora isberget B-9 bröts av 1987.

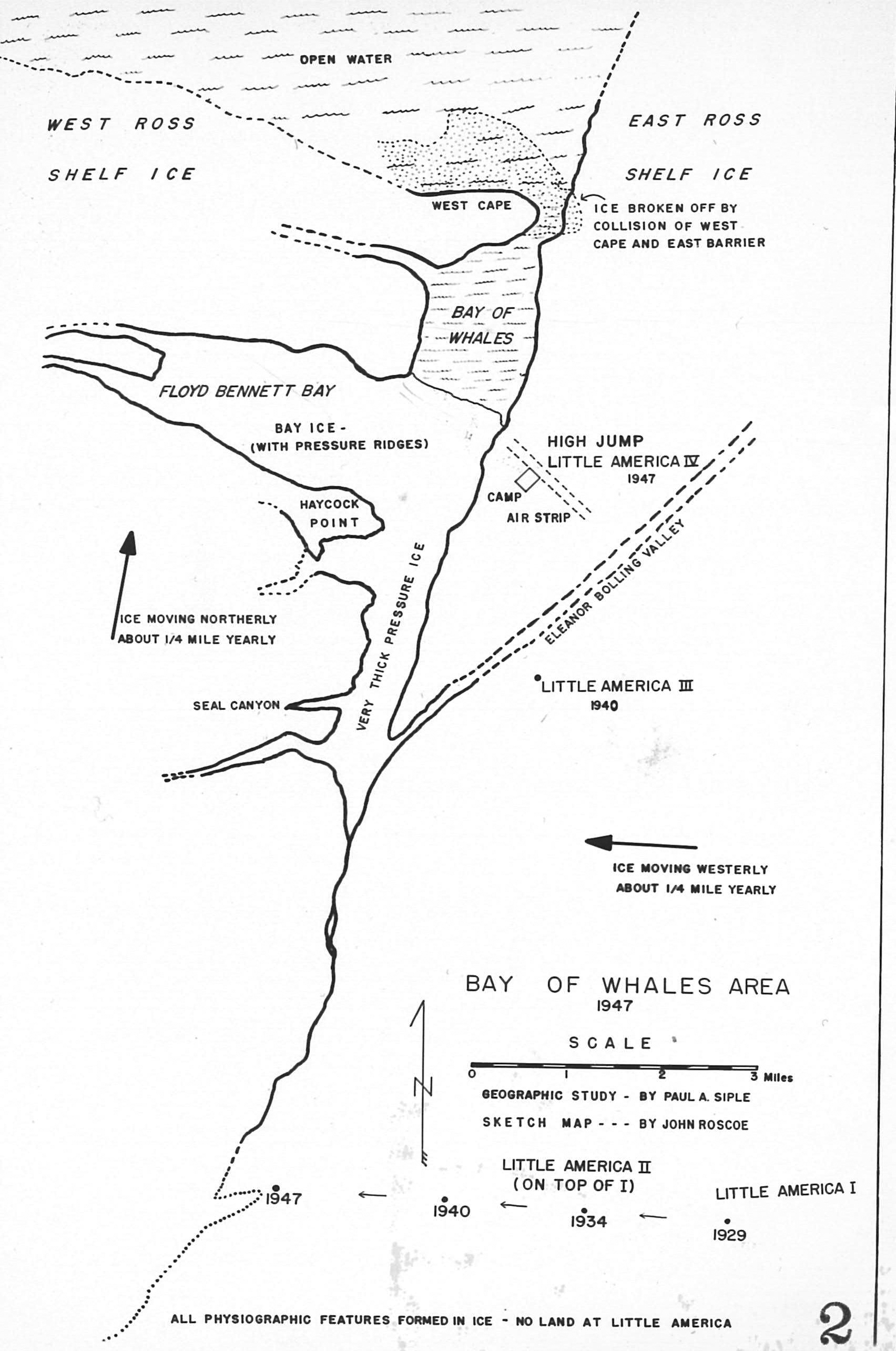
Valbukten på en karta från 1947.

Nya Zeeland gör anspråk på området.